# Station Dinsdale
Dinsdale is een spoorwegstation van National Rail in Middleton St George, Darlington in Engeland. Het station is eigendom van Network Rail en wordt beheerd door Northern Rail.